# Segunda División B de España 2012-13
La temporada 2012-13 de la Segunda División B de España de fútbol corresponde a la 36.ª edición del campeonato y se disputó entre el 25 de agosto de 2012 y el 19 de mayo de 2013 en su fase regular. Posteriormente se disputó la promoción de ascenso entre el 25 de mayo y el 30 de junio.

## Sistema de competición
Participan ochenta y un clubes de toda la geografía española, encuadrados en tres grupos de veinte equipos y uno de veitiuno según proximidad geográfica. Se enfrentan en cada grupo todos contra todos en dos ocasiones ―una en campo propio y otra en campo contrario― durante un total de 38 jornadas. El orden de los encuentros se decide por sorteo antes de empezar la competición. La Real Federación Española de Fútbol es la responsable de designar a los árbitros de cada encuentro.
El ganador de un partido obtiene tres puntos, el perdedor no suma puntos, y en caso de un empate hay un punto para cada equipo. Al término del campeonato, los cuatro equipos que acumulan más puntos en cada grupo juegan la promoción de ascenso. Esta promoción tiene formato de eliminación directa a doble partido, los primeros clasificados se enfrentan entre sí en emparejamientos que se determinan por sorteo y los dos vencedores ascienden a Segunda División y juegan otra eliminatoria para decidir el campeón de Segunda División B. Los perdedores se unen al resto de eliminatorias que disputan segundos contra cuartos, y los terceros entre sí. Tras disputarse tres rondas eliminatorias los dos equipos vencedores ascienden igualmente a Segunda División.
Los cuatro últimos equipos clasificados de cada grupo descienden a Tercera División. Los decimosextos clasificados juegan la promoción por la permanencia que se disputa por eliminación directa a doble partido y los emparejamientos se determinan por sorteo. En esta temporada hay una variación para volver a la cifra exacta de ochenta equipos para la siguiente campaña. Los dos equipos derrotados pierden la categoría, y los dos vencedores se enfrentan en otra eliminatoria en la que el perdedor también desciende.

## Equipos de la temporada 2012-13
| Datos de ascensos y descensos |
| --- |
| CD Alcoyano, FC Cartagena, Gimnàstic de Tarragona y Villarreal CF "B" descienden de Segunda División A. CD Lugo, CD Mirandés, Real Madrid Castilla y SD Ponferradina ascienden a Segunda División A. Andorra CF, Arandina CF, Burgos CF, RC Celta de Vigo "B", UB Conquense, CF Gandía, Gimnástica Segoviana, CF La Unión, SD Lemona, Lorca Atlético CF, CD Manacor, Montañeros CF, Polideportivo Ejido, CD Roquetas, CF Sporting Mahonés, Sporting Villanueva Promesas, CD Toledo y UD Vecindario descienden a Tercera División. También descienden CD Badajoz, AD Ceuta, CD Denia, CF Palencia y CD Puertollano por motivos económicos. Arroyo CP, Barakaldo CF, CD Binisalem, Caudal Deportivo, CD Constancia, CF Fuenlabrada, CD Izarra, SD Logroñés, Loja CD, CD Marino, SD Noja, CD Ourense, Peña Sport FC, AE Prat, San Fernando CD, Atlético Sanluqueño CF, CD Tudelano y Yeclano Deportivo ascienden a Segunda División B. También ascienden Real Avilés CF, RCD Espanyol "B", Levante UD "B", Racing de Santander "B" y Real Madrid CF "C" que adquieren económicamente sus plazas. |

### Grupo I
En este grupo se encuentran los equipos de: Galicia (2), Asturias (5), Comunidad de Madrid (8), Castilla y León (3) y Canarias (2).
| - Coruxo FC - CD Ourense - Real Avilés CF - Caudal Deportivo - Club Marino de Luanco - Real Oviedo - Sporting de Gijón "B" - RSD Alcalá - Atlético de Madrid "B" - CF Fuenlabrada |  | - Getafe CF "B" - CD Leganés - Rayo Vallecano "B" - Real Madrid CF "C" - UD San Sebastián de los Reyes - CD Guijuelo - UD Salamanca - Zamora CF - CD Marino - CD Tenerife |

### Grupo II
En este grupo se encuentran los equipos de: Cantabria (3), País Vasco (8), parte de Cataluña (1), Navarra (4), La Rioja (2) y Aragón (2):
| - Gimnástica de Torrelavega - SD Noja - Racing de Santander "B" - SD Amorebieta - Barakaldo CF - Bilbao Athletic - Deportivo Alavés - SD Eibar - Real Sociedad "B" - Real Unión Club |  | - Sestao River Club - Club Lleida Esportiu - CD Izarra - Atlético Osasuna "B" - Peña Sport FC - CD Tudelano - SD Logroñés - UD Logroñés - CD Teruel - Real Zaragoza "B" |

### Grupo III
En este grupo se encuentran los equipos de: Cataluña (8), Comunidad Valenciana (8), Islas Baleares (4) y parte de la Región de Murcia (1).
| - CF Badalona - RCD Espanyol "B" - Gimnàstic de Tarragona - CE L'Hospitalet - UE Llagostera - AE Prat - CF Reus Deportiu - UE Sant Andreu - CD Alcoyano - Huracán Valencia CF - Levante UD "B" |  | - CD Olímpic de Xàtiva - Ontinyent CF - Orihuela CF - Valencia CF Mestalla - Villarreal CF "B" - CD Atlético Baleares - CD Binisalem - CD Constancia - RCD Mallorca "B" - Yeclano Deportivo |

Fue necesario añadir, por orden judicial, al Orihuela CF tras disputarse la segunda jornada, siendo el grupo de veintiún equipos.

### Grupo IV
En este grupo se encuentran los equipos de: Andalucía (12), Región de Murcia (2), Extremadura (3), Castilla-La Mancha (2) y la ciudad autónoma de Melilla (1).
| - UD Almería "B" - Atlético Sanluqueño CF - Real Betis "B" - Cádiz CF - Écija Balompié - Real Jaén CF - RB Linense - Loja CD - Lucena CF - San Fernando CD |  | - CD San Roque de Lepe - Sevilla Atlético - FC Cartagena - UCAM Murcia CF - Arroyo CP - CP Cacereño - CF Villanovense - Albacete Balompié - La Roda CF - UD Melilla |

## Resultados y clasificaciones

### Grupo I

#### Clasificación
| Pos. | Equipo                               | Pts. | PJ | G  | E  | P  | GF | GC | Dif. | Clasificación                                   |
| ---- | ------------------------------------ | ---- | -- | -- | -- | -- | -- | -- | ---- | ----------------------------------------------- |
| 1    | C. D. Tenerife (A)                   | 73   | 38 | 20 | 13 | 5  | 62 | 28 | +34  | Acceso a Promoción de ascenso para campeones    |
| 2    | C. D. Leganés                        | 70   | 38 | 20 | 10 | 8  | 57 | 35 | +22  | Acceso a Promoción de ascenso para no campeones |
| 3    | Real Oviedo                          | 66   | 38 | 18 | 12 | 8  | 53 | 33 | +20  | Acceso a Promoción de ascenso para no campeones |
| 4    | Caudal Deportivo                     | 60   | 38 | 17 | 9  | 12 | 49 | 37 | +12  | Acceso a Promoción de ascenso para no campeones |
| 5    | Real Madrid C. F. "C"                | 57   | 38 | 15 | 12 | 11 | 59 | 42 | +17  |                                                 |
| 6    | C. F. Fuenlabrada                    | 56   | 38 | 14 | 14 | 10 | 55 | 45 | +10  |                                                 |
| 7    | Atlético de Madrid "B"               | 54   | 38 | 15 | 9  | 14 | 56 | 49 | +7   |                                                 |
| 8    | U. D. Salamanca (D)                  | 53   | 38 | 13 | 14 | 11 | 59 | 48 | +11  | Descenso a Tercera División                     |
| 9    | Coruxo F. C.                         | 52   | 38 | 14 | 10 | 14 | 38 | 45 | −7   |                                                 |
| 10   | Getafe C. F. "B"                     | 48   | 38 | 11 | 15 | 12 | 39 | 37 | +2   |                                                 |
| 11   | Marino de Luanco                     | 47   | 38 | 13 | 8  | 17 | 40 | 51 | −11  |                                                 |
| 12   | C. D. Ourense                        | 47   | 38 | 11 | 14 | 13 | 42 | 46 | −4   |                                                 |
| 13   | Sporting de Gijón "B"                | 47   | 38 | 11 | 14 | 13 | 44 | 47 | −3   |                                                 |
| 14   | Real Avilés C. F.                    | 46   | 38 | 13 | 7  | 18 | 43 | 54 | −11  |                                                 |
| 15   | C. D. Guijuelo                       | 45   | 38 | 11 | 12 | 15 | 34 | 50 | −16  |                                                 |
| 16   | Zamora C. F.                         | 43   | 38 | 7  | 22 | 9  | 42 | 50 | −8   | Acceso a Promoción de permanencia               |
| 17   | U. D. San Sebastián de los Reyes (D) | 43   | 38 | 10 | 13 | 15 | 35 | 48 | −13  | Descenso a Tercera División                     |
| 18   | R. S. D. Alcalá (D)                  | 41   | 38 | 10 | 11 | 17 | 27 | 44 | −17  | Descenso a Tercera División                     |
| 19   | Rayo Vallecano "B" (D)               | 36   | 38 | 7  | 15 | 16 | 38 | 57 | −19  | Descenso a Tercera División                     |
| 20   | C. D. Marino (D)                     | 35   | 38 | 9  | 8  | 21 | 36 | 62 | −26  | Descenso a Tercera División                     |

 Fuente: BDFutbol
Criterios de clasificación: Puntos · Enfrentamientos directos · Diferencia de goles · Goles a favor · Play-off
Notas:
1. ↑  La U. D. Salamanca desapareció al finalizar la temporada.[3]

#### Resultados
| Local \ Visitante             | Alc | AtM | Avi | Cau | Cor | Fue | Get | Gui | Leg | Mar | MaL | Our | Ovi | RVa | RMa | Sal | SSe | Spo | Ten | Zam |
| ----------------------------- | --- | --- | --- | --- | --- | --- | --- | --- | --- | --- | --- | --- | --- | --- | --- | --- | --- | --- | --- | --- |
| RSD Alcalá                    | —   | 4–1 | 1–0 | 1–0 | 1–0 | 0–1 | 2–1 | 1–1 | 1–0 | 0–1 | 1–1 | 0–0 | 2–1 | 1–3 | 0–2 | 1–1 | 1–0 | 0–0 | 0–0 | 1–1 |
| Atlético de Madrid "B"        | 3–0 | —   | 3–1 | 1–2 | 3–0 | 5–2 | 1–1 | 3–1 | 1–2 | 0–1 | 3–0 | 3–0 | 1–1 | 3–0 | 1–1 | 1–1 | 0–1 | 1–1 | 1–0 | 2–2 |
| Real Avilés CF                | 2–0 | 1–2 | —   | 1–3 | 0–0 | 2–1 | 2–3 | 2–0 | 0–2 | 1–0 | 1–0 | 1–1 | 0–2 | 4–0 | 0–4 | 0–0 | 2–1 | 1–1 | 0–3 | 2–1 |
| Caudal Deportivo              | 2–1 | 1–0 | 2–1 | —   | 0–0 | 1–1 | 1–1 | 0–1 | 0–1 | 1–1 | 1–0 | 1–0 | 2–1 | 1–1 | 1–1 | 1–0 | 2–2 | 2–0 | 2–3 | 0–1 |
| Coruxo FC                     | 1–0 | 1–0 | 2–0 | 2–1 | —   | 1–0 | 1–2 | 0–1 | 2–1 | 2–0 | 2–3 | 1–1 | 1–2 | 2–0 | 1–5 | 1–0 | 2–1 | 2–1 | 1–1 | 1–1 |
| CF Fuenlabrada                | 0–0 | 0–0 | 4–1 | 2–1 | 4–1 | —   | 4–0 | 3–1 | 1–1 | 3–0 | 3–1 | 2–2 | 0–2 | 1–1 | 0–2 | 3–3 | 1–1 | 4–2 | 2–0 | 1–1 |
| Getafe CF "B"                 | 0–0 | 0–2 | 1–2 | 0–1 | 2–2 | 0–1 | —   | 0–0 | 2–0 | 1–0 | 0–0 | 0–0 | 0–3 | 2–0 | 0–0 | 0–0 | 5–2 | 2–2 | 0–0 | 2–0 |
| CD Guijuelo                   | 1–0 | 3–0 | 0–2 | 0–2 | 1–0 | 0–0 | 0–1 | —   | 2–1 | 0–0 | 3–2 | 1–1 | 0–0 | 3–2 | 1–2 | 3–2 | 0–0 | 1–0 | 0–0 | 1–1 |
| CD Leganés                    | 3–2 | 3–1 | 3–2 | 2–1 | 1–2 | 0–0 | 1–0 | 5–1 | —   | 3–2 | 2–0 | 2–0 | 1–0 | 2–0 | 2–1 | 1–1 | 1–0 | 2–0 | 1–1 | 3–0 |
| CD Marino                     | 4–0 | 0–2 | 2–1 | 1–3 | 0–0 | 2–3 | 0–4 | 2–0 | 0–2 | —   | 0–1 | 1–0 | 2–1 | 2–0 | 3–3 | 2–0 | 1–1 | 2–3 | 0–2 | 1–1 |
| Club Marino de Luanco         | 3–0 | 1–2 | 0–1 | 1–4 | 2–0 | 1–0 | 1–1 | 3–1 | 1–1 | 2–1 | —   | 3–1 | 1–2 | 1–3 | 1–1 | 2–1 | 0–1 | 2–1 | 1–1 | 1–0 |
| CD Ourense                    | 2–1 | 3–1 | 5–3 | 0–2 | 0–0 | 1–2 | 1–1 | 1–0 | 1–1 | 3–1 | 1–0 | —   | 0–0 | 1–1 | 2–1 | 0–2 | 0–2 | 1–0 | 2–3 | 3–1 |
| Real Oviedo                   | 3–0 | 2–0 | 2–0 | 2–2 | 0–0 | 1–0 | 1–0 | 1–1 | 3–0 | 0–0 | 1–0 | 1–1 | —   | 2–1 | 1–0 | 0–0 | 4–0 | 1–0 | 1–2 | 3–2 |
| Rayo Vallecano "B"            | 0–0 | 1–4 | 1–1 | 0–3 | 0–1 | 2–2 | 2–1 | 3–0 | 2–2 | 2–0 | 2–2 | 0–2 | 0–1 | —   | 1–1 | 3–1 | 2–1 | 1–1 | 0–0 | 1–1 |
| Real Madrid CF "C"            | 1–0 | 1–2 | 0–1 | 0–1 | 1–0 | 1–1 | 1–2 | 2–0 | 2–1 | 5–2 | 3–0 | 3–2 | 1–1 | 1–1 | —   | 2–0 | 0–0 | 1–3 | 1–2 | 2–2 |
| UD Salamanca                  | 0–0 | 3–0 | 1–1 | 2–0 | 2–2 | 3–0 | 1–0 | 4–2 | 0–2 | 5–0 | 1–0 | 2–2 | 3–1 | 2–2 | 2–3 | —   | 3–1 | 4–0 | 2–2 | 1–1 |
| UD San Sebastián de los Reyes | 1–0 | 1–1 | 1–0 | 1–1 | 1–0 | 1–2 | 0–2 | 1–0 | 0–0 | 3–1 | 0–1 | 1–1 | 3–2 | 0–0 | 0–2 | 5–1 | —   | 1–1 | 0–3 | 0–0 |
| Sporting de Gijón "B"         | 3–1 | 2–1 | 0–0 | 1–0 | 1–2 | 1–1 | 1–0 | 0–0 | 0–0 | 3–1 | 0–1 | 0–1 | 4–1 | 2–0 | 2–1 | 1–3 | 0–0 | —   | 3–2 | 2–2 |
| CD Tenerife                   | 0–1 | 4–0 | 1–0 | 2–0 | 5–2 | 2–0 | 1–1 | 1–2 | 2–1 | 1–0 | 4–0 | 1–0 | 1–1 | 2–0 | 2–0 | 2–0 | 3–0 | 1–1 | —   | 1–1 |
| Zamora CF                     | 1–3 | 1–1 | 1–4 | 2–1 | 1–0 | 1–0 | 1–1 | 2–2 | 1–1 | 0–0 | 1–1 | 1–0 | 2–2 | 1–0 | 1–1 | 1–2 | 3–1 | 1–1 | 1–1 | —   |

### Máximos goleadores
| Pos. | Jugador               | Equipo                | Goles |
| ---- | --------------------- | --------------------- | ----- |
| 1.°  | Aridane Santana       | CD Tenerife           | 25    |
| 2.°  | Diego Cervero         | Real Oviedo           | 22    |
| 3.°  | Dioni                 | CD Leganés            | 21    |
| 4.°  | Miguel Ángel Guerrero | Sporting de Gijón "B" | 16    |
| 5.°  | Igor de Souza         | UD Salamanca          | 15    |

### Grupo II

#### Clasificación
| Pos. | Equipo                        | Pts. | PJ | G  | E  | P  | GF | GC | Dif. | Clasificación                                   |
| ---- | ----------------------------- | ---- | -- | -- | -- | -- | -- | -- | ---- | ----------------------------------------------- |
| 1    | Deportivo Alavés (A)          | 82   | 38 | 25 | 7  | 6  | 57 | 22 | +35  | Acceso a Promoción de ascenso para campeones    |
| 2    | S. D. Eibar (A)               | 73   | 38 | 21 | 10 | 7  | 59 | 28 | +31  | Acceso a Promoción de ascenso para no campeones |
| 3    | Bilbao Athletic               | 71   | 38 | 21 | 8  | 9  | 64 | 35 | +29  | Acceso a Promoción de ascenso para no campeones |
| 4    | Lleida Esportiu               | 66   | 38 | 17 | 15 | 6  | 56 | 34 | +22  | Acceso a Promoción de ascenso para no campeones |
| 5    | Barakaldo C. F.               | 65   | 38 | 17 | 14 | 7  | 42 | 23 | +19  |                                                 |
| 6    | S. D. Amorebieta              | 60   | 38 | 16 | 12 | 10 | 48 | 39 | +9   |                                                 |
| 7    | C. D. Tudelano                | 56   | 38 | 15 | 11 | 12 | 48 | 46 | +2   |                                                 |
| 8    | Real Unión Club               | 55   | 38 | 14 | 13 | 11 | 53 | 39 | +14  |                                                 |
| 9    | S. D. Noja                    | 47   | 38 | 13 | 8  | 17 | 43 | 48 | −5   |                                                 |
| 10   | S. D. Logroñés                | 46   | 38 | 12 | 10 | 16 | 37 | 60 | −23  |                                                 |
| 11   | Real Sociedad "B"             | 46   | 38 | 11 | 13 | 14 | 37 | 45 | −8   |                                                 |
| 12   | Sestao River                  | 43   | 38 | 9  | 16 | 13 | 34 | 40 | −6   |                                                 |
| 13   | Gimnástica de Torrelavega (D) | 42   | 38 | 10 | 12 | 16 | 36 | 46 | −10  | Descenso a Tercera División                     |
| 14   | U. D. Logroñés                | 42   | 38 | 8  | 18 | 12 | 27 | 37 | −10  |                                                 |
| 15   | Peña Sport F. C.              | 41   | 38 | 9  | 14 | 15 | 35 | 41 | −6   |                                                 |
| 16   | Real Zaragoza "B" (D)         | 41   | 38 | 10 | 11 | 17 | 44 | 52 | −8   | Acceso a Promoción de permanencia               |
| 17   | Racing de Santander "B" (D)   | 41   | 38 | 10 | 11 | 17 | 37 | 52 | −15  | Descenso a Tercera División                     |
| 18   | C. D. Teruel (D)              | 38   | 38 | 9  | 11 | 18 | 33 | 52 | −19  | Descenso a Tercera División                     |
| 19   | C. A. Osasuna "B" (D)         | 36   | 38 | 10 | 6  | 22 | 40 | 65 | −25  | Descenso a Tercera División                     |
| 20   | C. D. Izarra (D)              | 35   | 38 | 9  | 8  | 21 | 31 | 57 | −26  | Descenso a Tercera División                     |

 Fuente: BDFutbol
Criterios de clasificación: Puntos · Enfrentamientos directos · Diferencia de goles · Goles a favor · Play-off
Notas:
1. ↑  La Gimnástica de Torrelavega fue descendida a Tercera división por impagos.[4]

#### Resultados
| Local \ Visitante         | Ala | Amo | Bar | Bil | Eib | Gim | Iza | Lle | SLo | ULo | Noj | Osa | Peñ | Rac | RSo | RUn | Ses | Ter | Tud | Zar |
| ------------------------- | --- | --- | --- | --- | --- | --- | --- | --- | --- | --- | --- | --- | --- | --- | --- | --- | --- | --- | --- | --- |
| Deportivo Alavés          | —   | 4–1 | 0–0 | 1–1 | 1–0 | 2–0 | 2–0 | 1–1 | 2–0 | 2–0 | 2–0 | 0–1 | 1–0 | 2–0 | 0–1 | 3–0 | 2–0 | 2–0 | 2–0 | 1–0 |
| SD Amorebieta             | 1–4 | —   | 1–1 | 2–0 | 1–0 | 1–0 | 4–0 | 3–0 | 3–0 | 0–0 | 1–0 | 3–0 | 1–1 | 2–1 | 0–2 | 2–2 | 1–1 | 1–1 | 1–2 | 2–1 |
| Barakaldo CF              | 0–1 | 0–0 | —   | 1–0 | 0–1 | 1–1 | 2–1 | 0–1 | 4–0 | 0–0 | 3–0 | 1–0 | 1–1 | 1–1 | 1–1 | 2–0 | 2–1 | 1–0 | 1–0 | 1–3 |
| Bilbao Athletic           | 1–2 | 3–1 | 0–0 | —   | 2–2 | 2–1 | 5–0 | 1–0 | 5–0 | 1–0 | 2–1 | 2–1 | 1–2 | 4–0 | 1–0 | 2–0 | 2–1 | 5–2 | 2–1 | 3–1 |
| SD Eibar                  | 3–1 | 2–1 | 0–1 | 2–1 | —   | 2–2 | 2–0 | 2–0 | 3–0 | 2–0 | 2–1 | 1–0 | 3–1 | 2–0 | 3–0 | 1–1 | 2–1 | 4–1 | 4–0 | 2–3 |
| Gimnástica de Torrelavega | 1–2 | 0–0 | 0–2 | 0–1 | 0–0 | —   | 2–0 | 1–1 | 2–1 | 1–1 | 2–1 | 1–1 | 1–0 | 2–1 | 0–4 | 3–1 | 0–1 | 3–1 | 0–1 | 0–1 |
| CD Izarra                 | 1–3 | 2–1 | 0–1 | 0–0 | 0–0 | 1–0 | —   | 1–1 | 0–2 | 2–1 | 2–3 | 0–1 | 0–0 | 2–0 | 1–1 | 2–2 | 2–0 | 0–1 | 3–2 | 0–0 |
| Club Lleida Esportiu      | 2–1 | 1–1 | 2–2 | 2–0 | 2–2 | 4–1 | 2–0 | —   | 1–1 | 1–1 | 0–1 | 3–1 | 2–0 | 1–0 | 4–1 | 0–0 | 0–0 | 2–1 | 1–0 | 3–0 |
| SD Logroñés               | 0–1 | 3–1 | 1–1 | 2–5 | 0–1 | 1–1 | 4–1 | 2–4 | —   | 1–1 | 0–4 | 2–0 | 0–0 | 1–0 | 1–0 | 1–0 | 1–0 | 2–0 | 1–2 | 1–1 |
| UD Logroñés               | 0–1 | 1–2 | 0–0 | 2–0 | 1–1 | 0–0 | 1–0 | 0–3 | 1–1 | —   | 0–0 | 2–1 | 2–3 | 1–1 | 0–0 | 0–0 | 0–0 | 2–0 | 1–0 | 3–2 |
| SD Noja                   | 1–1 | 0–0 | 1–0 | 0–1 | 1–1 | 2–3 | 0–1 | 1–0 | 0–1 | 2–1 | —   | 2–1 | 0–0 | 0–2 | 2–0 | 0–1 | 1–1 | 1–0 | 2–3 | 1–1 |
| Atlético Osasuna "B"      | 0–2 | 1–2 | 1–2 | 1–2 | 0–3 | 0–4 | 0–2 | 3–1 | 4–1 | 3–1 | 0–4 | —   | 2–2 | 1–2 | 0–2 | 1–3 | 4–1 | 1–1 | 2–0 | 2–1 |
| Peña Sport FC             | 0–1 | 0–1 | 0–1 | 1–2 | 0–1 | 1–1 | 2–0 | 1–1 | 2–0 | 0–1 | 1–2 | 2–2 | —   | 0–1 | 3–2 | 2–1 | 2–1 | 1–1 | 0–1 | 1–0 |
| Racing de Santander "B"   | 1–0 | 0–1 | 1–1 | 2–1 | 3–2 | 3–1 | 1–3 | 1–1 | 0–1 | 1–1 | 1–3 | 2–2 | 1–3 | —   | 0–0 | 0–3 | 1–1 | 1–0 | 2–0 | 1–1 |
| Real Sociedad "B"         | 1–1 | 0–0 | 0–3 | 0–0 | 0–1 | 1–1 | 2–1 | 0–1 | 2–2 | 0–0 | 2–1 | 0–1 | 1–0 | 2–1 | —   | 0–0 | 1–1 | 1–3 | 2–1 | 2–1 |
| Real Unión Club           | 0–1 | 2–0 | 1–0 | 2–1 | 1–1 | 1–0 | 3–0 | 1–1 | 0–0 | 3–1 | 4–0 | 2–0 | 0–0 | 2–1 | 4–1 | —   | 1–1 | 0–1 | 1–1 | 4–0 |
| Sestao River Club         | 2–2 | 0–0 | 2–1 | 1–1 | 0–1 | 0–1 | 0–0 | 0–2 | 0–1 | 3–0 | 1–1 | 0–0 | 2–0 | 1–3 | 1–1 | 2–1 | —   | 1–0 | 2–1 | 2–0 |
| CD Teruel                 | 0–1 | 3–1 | 0–2 | 0–3 | 1–0 | 0–0 | 2–1 | 1–1 | 2–0 | 0–0 | 1–2 | 0–1 | 1–1 | 1–1 | 0–2 | 3–2 | 1–1 | —   | 1–3 | 1–1 |
| CD Tudelano               | 1–1 | 1–4 | 1–1 | 1–1 | 1–0 | 1–0 | 3–2 | 1–1 | 5–1 | 0–0 | 1–0 | 2–0 | 1–1 | 0–0 | 4–2 | 2–1 | 1–1 | 0–0 | —   | 1–1 |
| Real Zaragoza "B"         | 2–1 | 0–1 | 0–1 | 0–0 | 0–0 | 3–0 | 1–0 | 1–3 | 1–1 | 0–1 | 5–2 | 4–1 | 1–1 | 2–0 | 1–0 | 3–3 | 0–1 | 1–2 | 1–3 | —   |

### Máximos goleadores
| Pos. | Jugador            | Equipo                    | Goles |
| ---- | ------------------ | ------------------------- | ----- |
| 1.°  | Jorge Galán        | Atlético Osasuna "B"      | 16    |
| 2.°  | Jon Orbegozo       | Barakaldo CF              | 14    |
| 2.°  | Jaime Mata         | Club Lleida Esportiu      | 14    |
| 4.°  | Carlos Álvarez     | Gimnástica de Torrelavega | 13    |
| 4.°  | Mikel Arruabarrena | SD Eibar                  | 13    |
| 4.°  | Igor Angulo        | Real Unión Club           | 13    |
| 4.°  | Borja Viguera      | Deportivo Alavés          | 13    |

### Grupo III

#### Clasificación
| Pos. | Equipo                    | Pts. | PJ | G  | E  | P  | GF | GC | Dif. | Clasificación                                   |
| ---- | ------------------------- | ---- | -- | -- | -- | -- | -- | -- | ---- | ----------------------------------------------- |
| 1    | C. E. L'Hospitalet        | 80   | 40 | 23 | 11 | 6  | 63 | 28 | +35  | Acceso a Promoción de ascenso para campeones    |
| 2    | Huracán Valencia C. F.    | 80   | 40 | 21 | 17 | 2  | 52 | 24 | +28  | Acceso a Promoción de ascenso para no campeones |
| 3    | Levante U. D. "B"         | 72   | 40 | 21 | 9  | 10 | 60 | 46 | +14  | Acceso a Promoción de ascenso para no campeones |
| 4    | C. D. Alcoyano            | 72   | 40 | 21 | 9  | 10 | 56 | 33 | +23  | Acceso a Promoción de ascenso para no campeones |
| 5    | C. D. Olímpic de Xàtiva   | 71   | 40 | 19 | 14 | 7  | 41 | 25 | +16  |                                                 |
| 6    | Gimnàstic de Tarragona    | 60   | 40 | 15 | 15 | 10 | 53 | 35 | +18  |                                                 |
| 7    | U. E. Sant Andreu         | 58   | 40 | 15 | 13 | 12 | 39 | 37 | +2   |                                                 |
| 8    | R. C. D. Espanyol "B"     | 55   | 40 | 14 | 13 | 13 | 44 | 42 | +2   |                                                 |
| 9    | Villarreal C. F. "B"      | 54   | 40 | 13 | 15 | 12 | 59 | 57 | +2   |                                                 |
| 10   | U. E. Llagostera          | 50   | 40 | 13 | 11 | 16 | 45 | 44 | +1   |                                                 |
| 11   | C. D. Atlético Baleares   | 48   | 40 | 11 | 15 | 14 | 40 | 40 | 0    |                                                 |
| 12   | A. E. Prat                | 48   | 40 | 11 | 15 | 14 | 36 | 35 | +1   |                                                 |
| 13   | C. F. Badalona            | 48   | 40 | 11 | 15 | 14 | 36 | 41 | −5   |                                                 |
| 14   | C. F. Reus Deportiu       | 46   | 40 | 13 | 7  | 20 | 46 | 56 | −10  |                                                 |
| 15   | Ontinyent C. F.           | 46   | 40 | 10 | 16 | 14 | 34 | 46 | −12  |                                                 |
| 16   | Valencia C. F. Mestalla   | 45   | 40 | 10 | 15 | 15 | 41 | 55 | −14  |                                                 |
| 17   | C. D. Constancia          | 44   | 40 | 11 | 11 | 18 | 29 | 39 | −10  | Acceso a Promoción de permanencia               |
| 18   | R. C. D. Mallorca "B" (D) | 44   | 40 | 11 | 11 | 18 | 34 | 53 | −19  | Descenso a Tercera División                     |
| 19   | Orihuela C. F. (D)        | 39   | 40 | 7  | 18 | 15 | 29 | 44 | −15  | Descenso a Tercera División                     |
| 20   | Yeclano Deportivo (D)     | 35   | 40 | 8  | 11 | 21 | 39 | 60 | −21  | Descenso a Tercera División                     |
| 21   | C. D. Binissalem (D)      | 30   | 40 | 7  | 9  | 24 | 22 | 61 | −39  | Descenso a Tercera División                     |

 Fuente: BDFutbol
Criterios de clasificación: Puntos · Enfrentamientos directos · Diferencia de goles · Goles a favor · Play-off

#### Resultados
| Local \ Visitante      | Alc | AtB | Bad | Bin | Con | Esp | Gim | Hur | Lev | Lla | LHo | Mll | Oli | Ont | Ori | Pra | Reu | SAn | Val | Vil | Yec |
| ---------------------- | --- | --- | --- | --- | --- | --- | --- | --- | --- | --- | --- | --- | --- | --- | --- | --- | --- | --- | --- | --- | --- |
| CD Alcoyano            | —   | 1–0 | 2–0 | 2–0 | 2–1 | 4–0 | 0–0 | 1–4 | 1–2 | 2–0 | 1–1 | 1–1 | 4–1 | 3–0 | 4–0 | 1–0 | 1–1 | 2–0 | 0–0 | 1–1 | 1–0 |
| CD Atlético Baleares   | 1–2 | —   | 2–0 | 1–3 | 0–0 | 0–2 | 0–1 | 1–1 | 1–2 | 2–2 | 1–1 | 3–0 | 0–0 | 1–0 | 2–2 | 1–0 | 1–1 | 2–1 | 1–1 | 1–2 | 1–1 |
| CF Badalona            | 2–0 | 1–1 | —   | 1–0 | 1–1 | 0–0 | 2–2 | 0–1 | 1–1 | 2–0 | 0–2 | 0–0 | 0–0 | 1–2 | 0–0 | 1–2 | 2–1 | 3–1 | 0–2 | 2–0 | 0–4 |
| CD Binissalem          | 1–0 | 1–0 | 0–2 | —   | 1–2 | 1–4 | 0–3 | 0–2 | 1–4 | 0–1 | 0–1 | 1–3 | 0–0 | 1–1 | 1–0 | 2–0 | 2–1 | 0–0 | 1–0 | 2–2 | 0–2 |
| CD Constancia          | 1–0 | 0–3 | 0–0 | 0–0 | —   | 1–0 | 0–1 | 0–0 | 0–0 | 2–1 | 0–1 | 0–1 | 0–0 | 0–0 | 1–0 | 1–0 | 1–1 | 1–2 | 0–2 | 0–1 | 2–3 |
| RCD Espanyol "B"       | 0–1 | 1–0 | 3–1 | 0–0 | 1–0 | —   | 1–0 | 0–0 | 3–0 | 1–1 | 1–1 | 1–2 | 1–0 | 2–2 | 3–0 | 0–0 | 2–3 | 2–1 | 2–2 | 1–1 | 3–0 |
| Gimnàstic de Tarragona | 1–1 | 1–1 | 0–0 | 2–0 | 1–3 | 4–0 | —   | 1–1 | 2–1 | 2–0 | 1–2 | 4–1 | 2–2 | 0–0 | 0–0 | 1–0 | 2–1 | 2–0 | 1–1 | 5–1 | 0–0 |
| Huracán Valencia CF    | 1–0 | 1–0 | 2–1 | 3–0 | 1–0 | 2–1 | 2–0 | —   | 1–0 | 1–1 | 1–1 | 3–1 | 1–1 | 0–0 | 4–3 | 1–1 | 0–0 | 2–0 | 0–0 | 0–0 | 2–0 |
| Levante UD "B"         | 3–2 | 0–2 | 1–1 | 2–0 | 1–0 | 3–1 | 1–0 | 0–1 | —   | 2–1 | 2–1 | 3–1 | 2–2 | 2–2 | 2–0 | 1–0 | 2–1 | 2–1 | 4–2 | 1–0 | 0–1 |
| UE Llagostera          | 1–2 | 3–2 | 0–2 | 4–0 | 2–2 | 1–0 | 1–0 | 0–1 | 0–1 | —   | 1–1 | 0–1 | 1–2 | 3–1 | 0–1 | 1–1 | 3–2 | 2–0 | 3–0 | 1–0 | 3–0 |
| CE L'Hospitalet        | 3–0 | 0–1 | 2–1 | 3–1 | 2–0 | 3–0 | 3–2 | 1–1 | 2–1 | 2–0 | —   | 2–0 | 0–0 | 1–2 | 0–0 | 2–1 | 4–0 | 2–0 | 4–0 | 2–1 | 2–0 |
| RCD Mallorca "B"       | 1–2 | 1–2 | 0–1 | 2–0 | 0–2 | 1–0 | 1–1 | 1–1 | 4–1 | 1–1 | 0–2 | —   | 0–1 | 1–1 | 1–0 | 2–1 | 0–1 | 2–1 | 2–2 | 1–1 | 1–0 |
| CD Olímpic de Xàtiva   | 0–0 | 1–0 | 3–1 | 0–0 | 1–0 | 2–0 | 2–1 | 3–1 | 1–0 | 0–0 | 1–0 | 1–0 | —   | 1–0 | 2–0 | 0–1 | 2–1 | 0–0 | 1–2 | 2–0 | 0–3 |
| Ontinyent CF           | 0–1 | 0–1 | 0–0 | 1–0 | 1–0 | 1–2 | 1–1 | 1–1 | 1–2 | 1–0 | 0–2 | 1–0 | 0–3 | —   | 0–0 | 3–0 | 0–2 | 1–1 | 1–1 | 1–0 | 2–1 |
| Orihuela CF            | 2–2 | 1–1 | 1–0 | 2–0 | 1–2 | 1–0 | 1–1 | 0–1 | 0–2 | 0–0 | 0–0 | 0–0 | 0–2 | 0–0 | —   | 1–1 | 3–1 | 0–1 | 2–0 | 1–1 | 2–0 |
| AE Prat                | 1–0 | 0–0 | 1–1 | 1–1 | 0–0 | 0–0 | 0–0 | 0–2 | 1–1 | 0–0 | 2–1 | 4–0 | 0–0 | 4–1 | 0–0 | —   | 1–0 | 0–1 | 3–0 | 0–0 | 1–0 |
| CF Reus Deportiu       | 0–2 | 2–0 | 0–2 | 1–0 | 0–2 | 1–2 | 0–2 | 1–1 | 2–3 | 1–0 | 3–2 | 0–0 | 0–1 | 3–2 | 3–0 | 2–0 | —   | 0–0 | 0–1 | 3–0 | 2–0 |
| UE Sant Andreu         | 1–0 | 2–1 | 1–1 | 3–0 | 2–0 | 0–0 | 1–0 | 1–2 | 1–0 | 2–2 | 0–0 | 1–0 | 1–0 | 0–1 | 1–1 | 2–1 | 2–0 | —   | 1–0 | 1–1 | 2–0 |
| Valencia CF Mestalla   | 0–2 | 0–1 | 1–1 | 1–1 | 0–2 | 0–0 | 1–3 | 0–0 | 2–2 | 0–2 | 0–2 | 4–0 | 1–1 | 2–0 | 1–0 | 4–1 | 1–3 | 1–1 | —   | 1–0 | 2–1 |
| Villarreal CF "B"      | 1–2 | 1–1 | 1–0 | 3–1 | 4–1 | 0–2 | 3–1 | 2–1 | 1–1 | 4–0 | 3–3 | 2–0 | 2–1 | 1–1 | 3–3 | 1–5 | 4–1 | 2–2 | 5–2 | —   | 2–1 |
| Yeclano Deportivo      | 1–3 | 1–1 | 1–2 | 1–0 | 2–1 | 2–2 | 0–2 | 1–2 | 2–2 | 0–3 | 0–2 | 1–1 | 0–1 | 2–2 | 1–1 | 0–2 | 3–1 | 1–1 | 1–1 | 2–2 | —   |

### Máximos goleadores
| Pos. | Jugador         | Equipo                 | Goles |
| ---- | --------------- | ---------------------- | ----- |
| 1.°  | Sergio Cirio    | CE L'Hospitalet        | 21    |
| 2.°  | Roger Martí     | Levante UD "B"         | 19    |
| 3.°  | Marcos Jiménez  | Gimnàstic de Tarragona | 17    |
| 3.°  | Sergio León     | CF Reus Deportiu       | 17    |
| 3.°  | Edgar Hernández | UE Sant Andreu         | 17    |
| 3.°  | Juanto          | Villarreal CF "B"      | 17    |

### Grupo IV

#### Clasificación
| Pos. | Equipo                      | Pts. | PJ | G  | E  | P  | GF | GC | Dif. | Clasificación                                   |
| ---- | --------------------------- | ---- | -- | -- | -- | -- | -- | -- | ---- | ----------------------------------------------- |
| 1    | Real Jaén C. F. (A)         | 70   | 38 | 20 | 10 | 8  | 44 | 24 | +20  | Acceso a Promoción de ascenso para campeones    |
| 2    | F. C. Cartagena             | 68   | 38 | 19 | 11 | 8  | 52 | 33 | +19  | Acceso a Promoción de ascenso para no campeones |
| 3    | Albacete Balompié           | 61   | 38 | 16 | 13 | 9  | 45 | 32 | +13  | Acceso a Promoción de ascenso para no campeones |
| 4    | Lucena C. F.                | 59   | 38 | 16 | 11 | 11 | 47 | 38 | +9   | Acceso a Promoción de ascenso para no campeones |
| 5    | U. D. Almería "B"           | 59   | 38 | 16 | 11 | 11 | 52 | 46 | +6   |                                                 |
| 6    | R. B. Linense               | 58   | 38 | 16 | 10 | 12 | 48 | 45 | +3   |                                                 |
| 7    | San Fernando C. D.          | 56   | 38 | 13 | 17 | 8  | 45 | 39 | +6   |                                                 |
| 8    | Écija Balompié              | 53   | 38 | 12 | 17 | 9  | 47 | 38 | +9   |                                                 |
| 9    | U. D. Melilla               | 53   | 38 | 14 | 11 | 13 | 38 | 37 | +1   |                                                 |
| 10   | La Roda C. F.               | 52   | 38 | 13 | 13 | 12 | 39 | 36 | +3   |                                                 |
| 11   | Atlético Sanluqueño C. F.   | 50   | 38 | 12 | 14 | 12 | 49 | 46 | +3   |                                                 |
| 12   | C. P. Cacereño              | 48   | 38 | 11 | 15 | 12 | 40 | 36 | +4   |                                                 |
| 13   | Cádiz C. F.                 | 48   | 38 | 13 | 9  | 16 | 40 | 38 | +2   |                                                 |
| 14   | Sevilla Atlético            | 46   | 38 | 13 | 7  | 18 | 42 | 53 | −11  |                                                 |
| 15   | Arroyo C. P.                | 45   | 38 | 10 | 15 | 13 | 32 | 40 | −8   |                                                 |
| 16   | C. F. Villanovense (D)      | 43   | 38 | 9  | 16 | 13 | 32 | 46 | −14  | Acceso a Promoción de permanencia               |
| 17   | UCAM Murcia C. F. (D)       | 41   | 38 | 9  | 14 | 15 | 35 | 41 | −6   | Descenso a Tercera División                     |
| 18   | C. D. San Roque de Lepe (D) | 38   | 38 | 9  | 11 | 18 | 47 | 58 | −11  | Descenso a Tercera División                     |
| 19   | Loja C. D. (D)              | 38   | 38 | 9  | 11 | 18 | 30 | 54 | −24  | Descenso a Tercera División                     |
| 20   | Real Betis "B" (D)          | 30   | 38 | 6  | 12 | 20 | 38 | 62 | −24  | Descenso a Tercera División                     |

 Fuente: BDFutbol
Criterios de clasificación: Puntos · Enfrentamientos directos · Diferencia de goles · Goles a favor · Play-off

#### Resultados
| Local \ Visitante      | Alb | Alm | Arr | Atl | Bet | Cac | Cád | Car | Éci | Jae | LaR | Lin | Loj | Luc | Mel | SFe | SRo | Sev | Uca | Vil |
| ---------------------- | --- | --- | --- | --- | --- | --- | --- | --- | --- | --- | --- | --- | --- | --- | --- | --- | --- | --- | --- | --- |
| Albacete Balompié      | —   | 2–2 | 1–1 | 3–1 | 1–1 | 1–0 | 1–0 | 0–2 | 0–1 | 2–0 | 1–1 | 1–2 | 1–0 | 1–1 | 3–2 | 1–1 | 2–1 | 1–0 | 2–0 | 0–0 |
| UD Almería "B"         | 2–1 | —   | 0–0 | 2–1 | 4–1 | 0–0 | 1–0 | 0–1 | 1–1 | 1–1 | 5–2 | 0–1 | 1–1 | 1–0 | 0–2 | 0–0 | 3–2 | 4–2 | 0–2 | 3–1 |
| Arroyo CP              | 2–1 | 1–0 | —   | 1–0 | 0–1 | 1–1 | 0–2 | 0–1 | 1–0 | 0–0 | 1–1 | 3–1 | 0–0 | 0–2 | 2–0 | 0–0 | 0–0 | 0–1 | 0–0 | 2–2 |
| Atlético Sanluqueño CF | 1–0 | 3–1 | 2–0 | —   | 3–1 | 3–2 | 0–3 | 0–2 | 1–1 | 1–0 | 3–0 | 5–1 | 1–0 | 3–2 | 2–0 | 0–2 | 2–2 | 2–2 | 2–2 | 3–3 |
| Real Betis "B"         | 1–2 | 3–0 | 1–1 | 1–0 | —   | 0–3 | 0–2 | 1–1 | 0–0 | 0–0 | 1–1 | 2–3 | 2–2 | 3–2 | 1–3 | 3–1 | 2–3 | 0–0 | 2–2 | 0–2 |
| CP Cacereño            | 0–0 | 1–1 | 2–1 | 1–1 | 2–0 | —   | 2–0 | 1–2 | 0–0 | 0–2 | 2–1 | 1–1 | 1–1 | 1–1 | 0–0 | 0–1 | 4–0 | 0–1 | 2–1 | 3–0 |
| Cádiz CF               | 0–2 | 1–2 | 2–5 | 1–0 | 2–0 | 1–0 | —   | 3–0 | 0–1 | 0–1 | 0–0 | 3–1 | 3–0 | 0–0 | 0–1 | 0–0 | 2–2 | 1–2 | 2–2 | 1–0 |
| FC Cartagena           | 3–2 | 2–2 | 1–2 | 2–1 | 1–1 | 2–0 | 2–0 | —   | 3–0 | 2–0 | 1–2 | 2–0 | 1–0 | 2–0 | 2–0 | 1–1 | 0–0 | 2–3 | 1–1 | 0–1 |
| Écija Balompié         | 0–0 | 1–0 | 1–1 | 1–1 | 5–2 | 1–1 | 2–0 | 0–1 | —   | 1–1 | 1–1 | 1–0 | 2–1 | 0–2 | 2–2 | 1–2 | 3–3 | 6–0 | 0–2 | 2–2 |
| Real Jaén CF           | 1–1 | 3–0 | 3–2 | 1–0 | 1–0 | 0–0 | 2–1 | 1–0 | 2–1 | —   | 0–0 | 2–0 | 2–2 | 3–1 | 1–2 | 1–0 | 3–2 | 1–0 | 2–0 | 5–0 |
| La Roda CF             | 0–0 | 0–2 | 0–0 | 2–0 | 1–0 | 3–0 | 0–0 | 2–3 | 0–1 | 0–1 | —   | 1–2 | 0–1 | 1–0 | 2–0 | 1–1 | 2–2 | 2–0 | 1–0 | 2–2 |
| RB Linense             | 0–0 | 1–2 | 2–1 | 1–0 | 2–1 | 0–1 | 1–1 | 0–1 | 3–0 | 0–1 | 1–1 | —   | 4–1 | 2–0 | 0–0 | 1–2 | 2–1 | 2–0 | 2–1 | 0–0 |
| Loja CD                | 1–1 | 0–3 | 0–2 | 0–0 | 2–1 | 1–1 | 1–3 | 0–2 | 0–0 | 2–0 | 1–0 | 1–1 | —   | 0–0 | 0–1 | 1–4 | 1–3 | 1–0 | 2–0 | 1–0 |
| Lucena CF              | 2–4 | 4–2 | 5–0 | 1–1 | 1–0 | 1–0 | 2–0 | 2–1 | 0–0 | 1–0 | 1–0 | 0–2 | 2–0 | —   | 1–0 | 2–1 | 1–1 | 0–2 | 2–2 | 2–0 |
| UD Melilla             | 1–0 | 2–2 | 2–0 | 0–0 | 1–0 | 2–1 | 0–2 | 1–1 | 1–1 | 1–0 | 0–1 | 1–1 | 0–1 | 1–1 | —   | 4–0 | 1–0 | 0–1 | 0–1 | 1–1 |
| San Fernando CD        | 0–1 | 2–0 | 0–0 | 3–3 | 2–1 | 3–2 | 1–1 | 2–0 | 0–0 | 0–0 | 2–1 | 2–2 | 2–1 | 0–0 | 1–2 | —   | 3–2 | 2–1 | 0–0 | 0–0 |
| CD San Roque de Lepe   | 1–2 | 0–2 | 1–0 | 1–1 | 0–3 | 0–0 | 0–1 | 0–0 | 3–2 | 0–1 | 0–3 | 1–2 | 4–1 | 1–0 | 4–0 | 1–1 | —   | 1–0 | 2–0 | 3–4 |
| Sevilla Atlético       | 0–2 | 0–0 | 3–0 | 0–0 | 4–0 | 1–2 | 3–2 | 2–2 | 0–3 | 1–0 | 0–1 | 5–3 | 2–3 | 2–3 | 0–3 | 1–1 | 1–0 | —   | 0–1 | 2–0 |
| UCAM Murcia CF         | 1–0 | 1–2 | 1–2 | 0–1 | 1–1 | 1–1 | 0–0 | 2–2 | 1–2 | 0–0 | 0–1 | 0–1 | 1–0 | 1–2 | 1–1 | 2–1 | 2–0 | 2–0 | —   | 0–1 |
| CF Villanovense        | 0–2 | 0–1 | 0–0 | 1–1 | 1–1 | 1–2 | 1–0 | 0–0 | 0–3 | 0–2 | 1–2 | 0–0 | 3–0 | 0–0 | 1–0 | 2–1 | 1–0 | 0–0 | 1–1 | —   |

### Máximos goleadores
| Pos. | Jugador         | Equipo            | Goles |
| ---- | --------------- | ----------------- | ----- |
| 1.°  | David Hernández | RB Linense        | 21    |
| 2.°  | Thierry Florian | FC Cartagena      | 19    |
| 3.°  | Pedro Carrión   | San Fernando CD   | 14    |
| 3.°  | Antonio Megías  | La Roda CF        | 14    |
| 5.°  | Víctor Curto    | Albacete Balompié | 13    |

## Promoción de ascenso a Segunda División
- Se clasifican los siguientes equipos a la promoción de ascenso:

| Pos                                              | Grupo I          | Grupo II             | Grupo III           | Grupo IV          |
| ------------------------------------------------ | ---------------- | -------------------- | ------------------- | ----------------- |
| 1º                                               | CD Tenerife      | Deportivo Alavés     | CE L'Hospitalet     | Real Jaén CF      |
| 2º                                               | CD Leganés       | SD Eibar             | Huracán Valencia CF | FC Cartagena      |
| 3º                                               | Real Oviedo      | Bilbao Athletic      | Levante UD "B"      | Albacete Balompié |
| 4º                                               | Caudal Deportivo | Club Lleida Esportiu | CD Alcoyano         | Lucena CF         |
| En negrita equipos que suben a Segunda División. |                  |                      |                     |                   |

## Promoción de permanencia
- Se clasifican los siguientes equipos a la promoción de permanencia:

| Zamora CF                                             | Real Zaragoza "B" | CD Constancia | CF Villanovense |
| En negrita equipos que descienden a Tercera División. |                   |               |                 |

## Resumen
Ascienden a Segunda división:
| - Deportivo Alavés | - Sociedad Deportiva Eibar | - Real Jaén Club de Fútbol | - Club Deportivo Tenerife |

Descienden a Tercera división: 
| Grupo I - Unión Deportiva Salamanca - Unión Deportiva San Sebastián de los Reyes - Real Sociedad Deportiva Alcalá - Rayo Vallecano de Madrid "B" - Club Deportivo Marino | Grupo II - Real Sociedad Gimnástica de Torrelavega - Real Zaragoza "B" - Real Racing Club de Santander "B" - Club Deportivo Teruel - Club Atlético Osasuna "B" - Club Deportivo Izarra | Grupo III - Real Club Deportivo Mallorca "B" - Orihuela Club de Fútbol - Yeclano Deportivo - Club Deportivo Binisalem | Grupo IV - Club de Fútbol Villanovense - UCAM Murcia Club de Fútbol - Club Deportivo San Roque de Lepe - Loja Club Deportivo - Real Betis Balompié "B" |

Campeón de Segunda División B:
| - DEPORTIVO ALAVÉS |

## Copa del Rey
Los cinco primeros clasificados de cada grupo, exceptuando a los filiales, y los cinco siguientes equipos con mejor puntuación en todos los grupos se clasifican para la siguiente edición de la Copa del Rey. La plaza de los filiales la ocupan los siguientes equipos mejor clasificados.